# 短柔魚
短柔魚（学名：Todaropsis eblanae）为柔魚科短柔魚屬下的一个种。